# Final Fantasy: The Spirits Within
Final Fantasy: The Spirits Within är en japansk datoranimerad science fiction-film från 2001, regisserad av Hironobu Sakaguchi. Namnet till trots har filmen få likheter med rollspelsserien Final Fantasy, även den av Hironobu Sakaguchi, som utvecklats av Square Enix.

## Handling
Filmen handlar om hur jorden blivit invaderad av fantomer; spökvarelser som landat på jorden genom ett meteoritnedslag. Dessa fantomer livnär sig på levande varelsers själar. De människor som överlevt har gömt sig i små kvarlevor av städer som skyddas av en slags bio-energisköldar. Huvudpersonen i filmen, Dr. Aki Ross och hennes mentor och överordnande Dr. Sid, har upptäckt ett sätt att oskadliggöra fantomerna. Enligt deras forskning kan åtta nyckel-själar från jorden oskadliggöra eller förstöra en fantom. Dr. Aki får hjälp av Kapten Edwards och hans medhjälpare för att söka över hela jorden efter de åtta nyckel-själarna. De har dock en fiende förutom fantomerna; General Hein, som planerar att skjuta mot meteoritens nedslagsplats med en kraftig laser. Problemet med denna plan är dock att där meteoriten slagit ned har ett stort sår till planetens innandöme öppnats. Här kan man se Gaia, själva planetens livskraft och själ, och skulle generalen öppna eld skulle mer än fantomerna skadas: själva planeten.

## Rollista (i urval)
| Ming-Na           | – Aki Ross       |
| Donald Sutherland | – Dr. Sid        |
| Alec Baldwin      | – Gray Edwards   |
| Ving Rhames       | – Ryan Whittaker |
| Steve Buscemi     | – Neil Fleming   |
| Peri Gilpin       | – Jane Proudfoot |
| James Woods       | – General Hein   |